# 克里斯蒂安·克蘭普

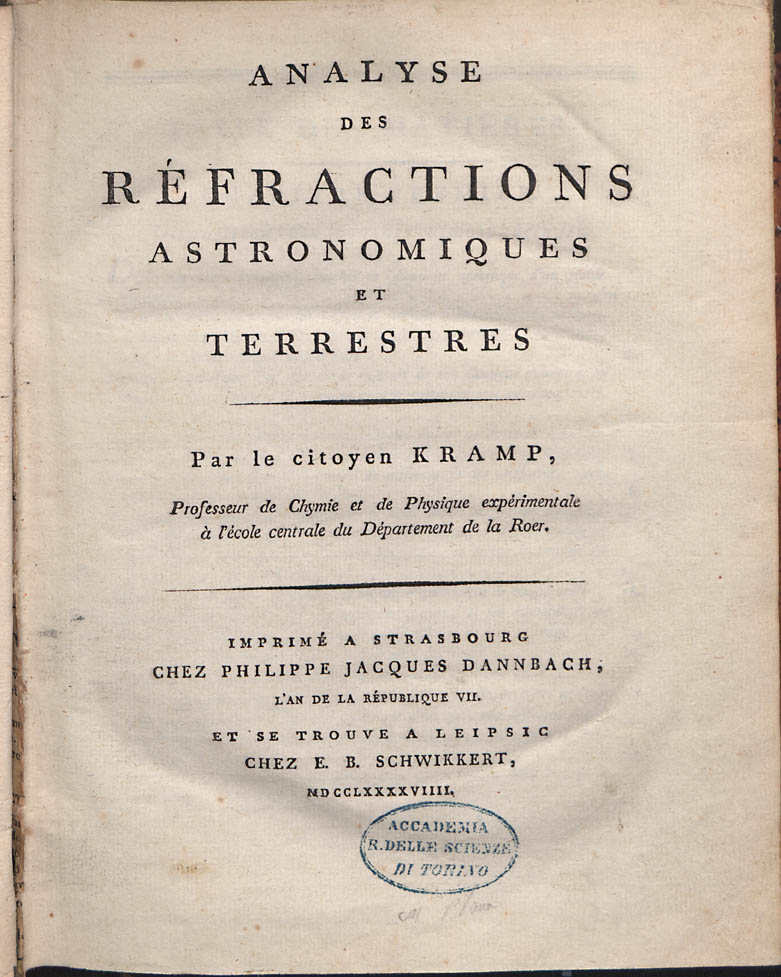
Analyse des réfractions astronomiques et terrestres, 1799

克里斯蒂安·克蘭普（Christian Kramp，1760年7月8日—1826年5月13日），法國數學家。
克蘭普的父親是文法學校的教師。卡曼研習醫學，但其興趣廣泛，除了發表了大量的醫學文章外，他亦發表了一篇晶體學的文章，一些雙折射的重要研究。他亦研究數學，研究非整數的階乘，亦寫了些數學書，其中Elements d'arithmétique universelle成為首本使用{\displaystyle n!}作為階乘符號的書籍。